# Washington and Lee Generals football 1873
La stagione 1873 dei Washington and Lee Generals football rappresenta la prima stagione di college football per la Washington and Lee University.  L'unica gara approntata fu la vittoria ottenuta a Lexington contro il Virginia Military Institute con il punteggio di 4-2. Non si conosce, se ve ne è stato uno, il nome dell'allenatore.

## Schedule
| Sconosciuta          |  | Virginia Military Institute* | Lexington | W 4-2 |
| *Gare non-conference |  |                              |           |       |